# Heirbaan Tongeren-Rossum

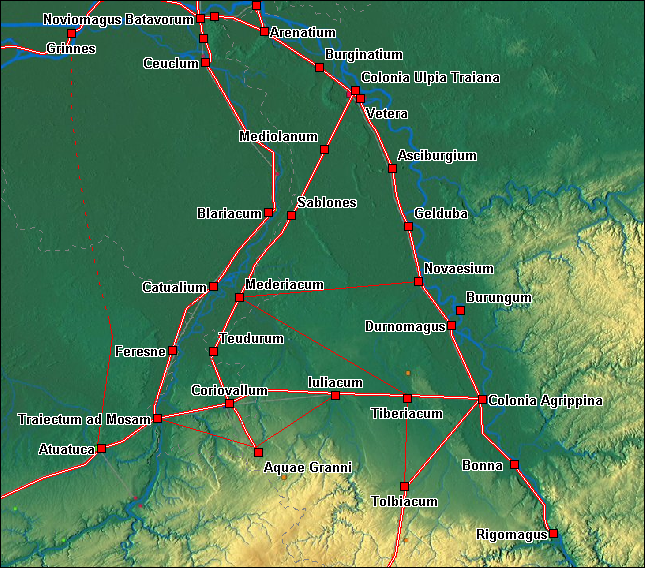
Romeinse wegen tussen Tongeren (Atuatuca [Tungrorum], beneden links), Nijmegen ([Ulpia] Noviomagus [Batavorum], boven links) en Keulen (Colonia Agrippina, beneden rechts)

De heirbaan Tongeren-Rossum is een hypothetische hoofdweg die in de Romeinse tijd van Tongeren naar de Kempen liep en mogelijk verder naar de Grote Rivieren.
Het eerste gedeelte van de heirbaan bleef ten westen van de Demer. Deze rivier werd overgestoken in de buurt van Munsterbilzen. Het tweede gedeelte richtte zich op de natuurlijke hoogte tussen Meeuwen en Gruitrode. Nabij Grote-Brogel bestond een goede mogelijkheid om de Abeek over te steken. Tot slot volgde de weg het bekken van de Dommel. Bij Grinnes (Rossum?) sloot hij aan op de zuidroute Vlaardingen–Nijmegen.
Het traject ligt niet ver van belangrijke Gallo-Romeinse sites:
- de Romeinse weg in Merem
- de cultusplaats in Wijshagen
- de cultusplaats in Grote-Brogel
- diverse vondsten in het gebied de Kolis
- de (vermoede) wachttoren te Heers
- de grafheuvels rond Esch
- de tempel van Empel